# NGC 7255
NGC 7255 este o emission-line galaxy⁠(d) situată în constelația Vărsătorul. A fost descoperită în 1 octombrie 1886 de către Francis Leavenworth. Se află la o distanță de 69,58 de megaparseci de Pământ.